# Crise monétaire et financière
Cet article court présente un sujet plus développé dans : Crise monétaire et Crise financière.
Une crise monétaire et financière est une crise qui touche à la fois le marché des changes et les marchés boursiers.
Les deux crises sont souvent liées lorsqu’elles touchent un pays : la chute du marché boursier fait fuir les investisseurs étrangers, et donc fait plonger le cours de la monnaie locale. De même, une chute de la monnaie locale incite les investisseurs à retirer leurs capitaux, ce qui fait baisser les cours de bourse.